# الإنذار السوفيتي إلى ليتوانيا 1940

مقارنة التغييرات الإقليمية المخطط لها والفعلية في حلف مولوتوف-ريبنتروب (انقر على الصورة للحصول على دقة أعلى). مجال النفوذ السوفيتي والاستحواذات الإقليمية هي باللون البرتقالي.

أصدر الاتحاد السوفيتي إنذارًا إلى لتوانيا قبل منتصف ليلة 14 يونيو عام 1940. طالب السوفييت، مستخدمين ذريعة رسمية، بالسماح لعدد غير محدد من الجنود السوفييت بالدخول إلى الأراضي الليتوانية وتشكيل حكومة موالية للسوفيتية (عرفت لاحقًا باسم «الحكومة الشعبية»). نشأ الإنذار اللاحق والاندماج اللاحق لليتوانيا في الاتحاد السوفيتي من تقسيم أوروبا الشرقية إلى مناطق النفوذ الألمانية والروسية في حلف مولوتوف-ريبنتروب في أغسطس 1939. سقطت ليتوانيا، إلى جانب لاتفيا وإستونيا، في المجال الروسي. وفقًا لمعاهدة المساعدة المتبادلة السوفيتية-الليتوانية المؤرخة في أكتوبر عام 1939، وافقت ليتوانيا على السماح لنحو 20 ألفًا من القوات السوفيتية المتمركزة في عدة قواعد داخل ليتوانيا مقابل جزء من منطقة فيلنيوس. مزيد من الإجراءات السوفيتية لإثبات هيمنتها في دائرة نفوذها تأخرت بسبب الحرب الشتوية مع فنلندا واستؤنفت في ربيع عام 1940 عندما كانت ألمانيا تحقق تقدمًا سريعًا في أوروبا الغربية. على الرغم من تهديد الاستقلال، فإن السلطات الليتوانية لم تفعل الكثير للتخطيط لحالات الطوارئ ولم تكن مستعدة للإنذار.
نظرًا لأن القوات السوفيتية تمركزت بالفعل في البلاد وفقًا لمعاهدة المساعدة المتبادلة، فقد كان من المستحيل تصعيد المقاومة العسكرية الفعالة. في 15 يونيو، قبلت ليتوانيا الإنذار دون قيد أو شرط وفقدت استقلالها. سعى السوفيات إلى إظهار للعالم أن هذا لم يكن احتلالًا عسكريًا وضمًا، بل ثورة اشتراكية شرعية، بدأها السكان المحليون مطالبين بالانضمام إلى الاتحاد السوفيتي. لذلك، اتبع السوفييت إجراءات شبه قانونية: سيطروا على المؤسسات الحكومية، وقاموا بتأسيس حكومة عميلة جديدة، ونفذوا انتخابات استعراضية لسيماس الشعبية. خلال جلستها الأولى، أعلن سيماس إنشاء الجمهورية الاشتراكية السوفيتية الليتوانية وطلب الالتحاق بعضوية الاتحاد السوفيتي. تم قبول العريضة رسميًا من قبل مجلس السوفيات الأعلى للاتحاد السوفيتي في 3 أغسطس 1940. في الوقت نفسه، حدثت عمليات مماثلة تقريبا في لاتفيا وإستونيا. لن تستعيد ليتوانيا استقلالها حتى إعلان قانون إعادة إنشاء دولة ليتوانيا في 11 مارس 1990.

## خلفية
كانت دول البلطيق في ليتوانيا ولاتفيا وإستونيا جزءًا من الإمبراطورية الروسية خلال القرن التاسع عشر، حيث حققت الاستقلال في أعقاب الحرب العالمية الأولى. خلق صعود ألمانيا النازية خلال ثلاثينيات القرن الماضي مخاوف روسية من غزو ألماني. وقع الاتحاد السوفيتي على معاهدة مولوتوف-ريبنتروب مع ألمانيا في أغسطس 1939، وذلك جزئيًا كمحاولة لتأخير هذا الاحتمال. بدت ألمانيا قريبًة من الحرب العالمية الثانية بغزو بولندا في الأول من سبتمبر. قسمت البروتوكولات السرية للاتفاقية، التي عززتها معاهدة الصداقة والحدود الألمانية السوفيتية في 28 سبتمبر، أجزاء كبيرة من شمال شرق أوروبا بين القوتين، وضمت ليتوانيا إلى دائرة النفوذ السوفيتي. تمت دعوة وفد من ليتوانيا إلى موسكو، حيث وقعت معاهدة المساعدة المتبادلة السوفيتية في 10 أكتوبر 1939. وفقًا للمعاهدة، سيتخلى الاتحاد السوفيتي عن جزء من منطقة فيلنيوس، بما في ذلك مدينة فيلنيوس المهمة، التي اكتسبها خلال غزو بولندا، إلى ليتوانيا في مقابل الحصول على ما يصل إلى 20000 (المساومة الأصلية كانت 50,000) القوات السوفيتية في ليتوانيا على أساس دائم. ادعت مصادر سوفيتية رسمية أن وجود الجيش سوفيتي ضروري لتعزيز دفاعات الأمة الضعيفة ضد هجمات محتملة من ألمانيا النازية. في الواقع، كانت هذه هي الخطوة الأولى نحو احتلال ليتوانيا في نهاية المطاف، ووصفتها صحيفة نيويورك تايمز بأنها «تضحية فعلية بالاستقلال».

وفقًا لمعاهدة المساعدة المتبادلة السوفيتية - الليتوانية، وافقت ليتوانيا على السماح للقواعد العسكرية السوفيتية (المميزة بالنجوم السوداء) في مقابل جزء من منطقة فيلنيوس (باللون البرتقالي)

على الرغم من الاتفاقيات، استمرت مخاوف الاتحاد السوفيتي. في موقف طويل من قبل المنظرين العسكريين الروس، كانت السيطرة على بحر البلطيق حاسمة بالنسبة للدفاع عن سان بطرسبرغ، ثاني أكبر مدينة في روسيا  وعرضت دول البلطيق منطقة عازلة بين روسيا وألمانيا. واتباعًا لهذه الإستراتيجية، بدأ الاتحاد السوفيتي الحرب الشتوية في فنلندا بعد أن رفضت تلك الدولة معاهدة المساعدة المتبادلة التي عرضتها موسكو. لم يكن ستالين متأثرًا بالنجاحات الألمانية في أوروبا، حيث أخذوا الدنمارك والنرويج وهولندا وبلجيكا ولوكسمبورغ بحلول ربيع عام 1940. وفقًا لنيكيتا خروتشوف، بعد سقوط فرنسا في شهر مايو، عبر جوزيف ستالين عن قلقه من أن أدولف هتلر «سيفوز على أدمغتنا».
ظل الوضع السياسي في ليتوانيا مستقراً بين أكتوبر 1939 ومارس 1940. لم يتدخل السوفييت في شؤون ليتوانيا الداخلية  وكان الجنود الروس يتصرفون بشكل جيد في قواعدهم. في وقت متأخر من يوم 29 مارس 1940، ألقى وزير الخارجية فياتشيسلاف مولوتوف خطابًا أمام مجلس السوفيات الأعلى للاتحاد السوفياتي معربًا عن ارتياحه لتنفيذ معاهدات المساعدة المتبادلة مع ليتوانيا ولاتفيا وإستونيا. في حين أشاد السياسيون الليتوانيون علنًا بالاتحاد السوفيتي بسبب كرمهم ووصفوا «الصداقة السوفيتية-الليتوانية التقليدية»، فقد فهموا على انفراد أن هذه المعاهدة تشكل تهديدًا خطيرًا لاستقلال ليتوانيا. انعكس الموقف الشعبي في شعار «فيلنيوس - ميسو وليتوفا - روسي» (فيلنيوس لنا، لكن ليتوانيا هي روسيا).
كانت الحكومة الليتوانية تناقش خياراتها وتناقش إمكانية الاحتلال منذ نوفمبر 1939. في ذلك الوقت، أعد المبعوثون الليتوانيون Stasys Lozoraitis وPetras Klimas وBronius Kazys Balutis مذكرة تحتوي على خطط للطوارئ. ونصحوا بتعزيز الجيش، وإيداع الأموال في الخارج، وتعزيز تحالف الوفاق البلطيقي عام 1934 مع لاتفيا وإستونيا، والتحقيق في إنشاء حكومة في المنفى. على الرغم من تقديم مختلف القرارات، لم يتم إنجاز أي شيء ملموس. خلال شتاء عام 1940، ناقشت دول الوفاق البلطيقي تعاونًا أكبر. مع مراعاة ظروفهم، صاغت الحكومات الثلاث اتصالاتهم بعناية،  ولكن سيتم استخدام المحادثات كدليل على أن ليتوانيا كانت تتآمر مع لاتفيا وإستونيا في انتهاك لمعاهدة المساعدة المتبادلة.

## الإنذار والقبول

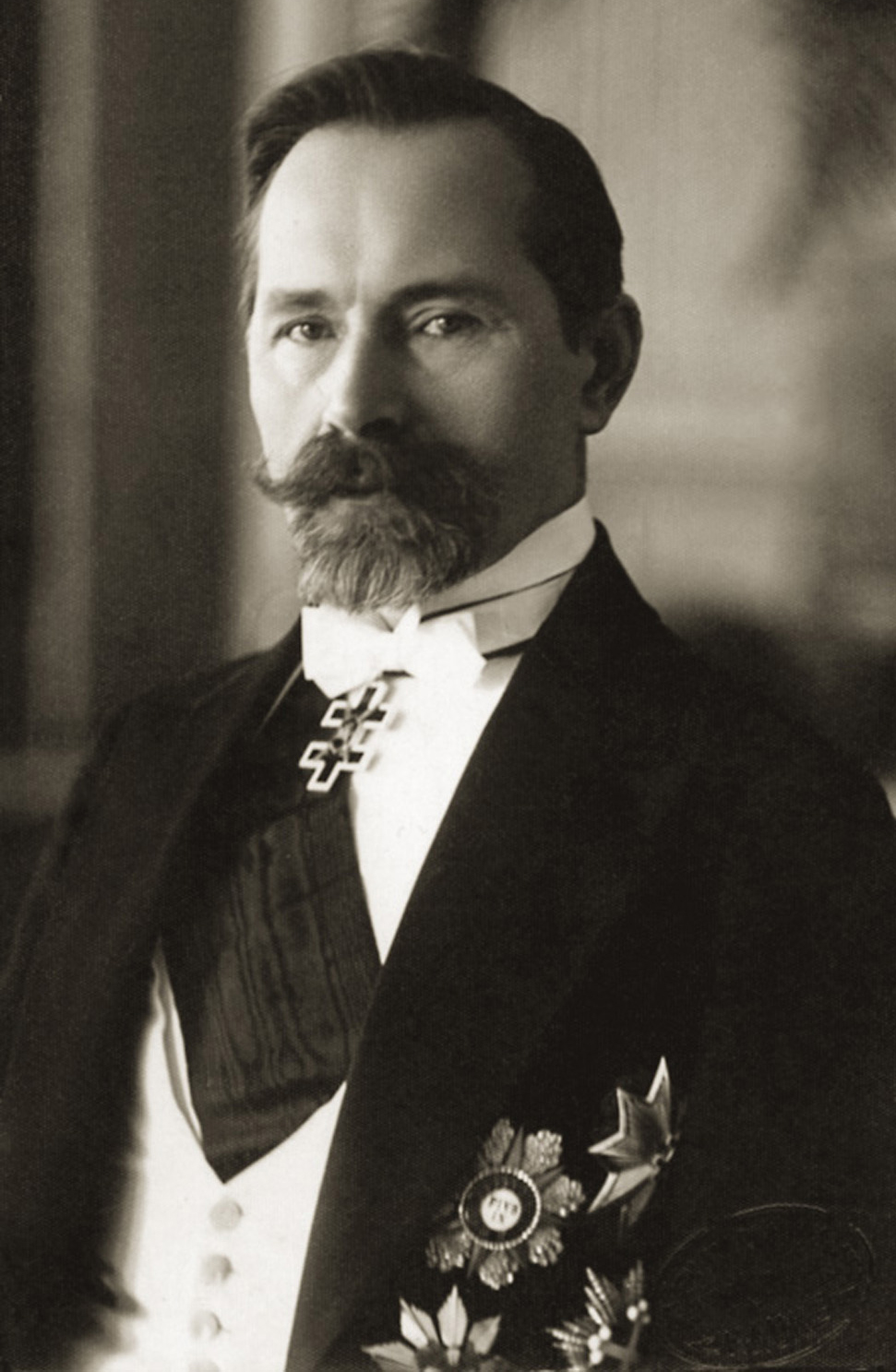
فر الرئيس الليتواني أنتاناس سميتونا من البلاد بعد فترة وجيزة من قبول الإنذار

قبيل منتصف ليل 14 يونيو،  بينما كان العالم يركز على الاستسلام الوشيك لباريس، قدم مولوتوف الإنذار إلى أوربسيس في موسكو. وكررت الاتهامات السابقة بخطف الجنود السوفيت والتآمر مع لاتفيا وإستونيا. الإنذار النهائي المطلوب: 
1. تقديم سكويس وبوفيليتيس للمحاكمة لإصدار أوامر بخطف الجنود السوفيت؛
2. تشكيل حكومة أكثر قدرة على الالتزام بميثاق المساعدة المتبادلة؛
3. السماح لعدد غير محدد، لكن «كبير بما فيه الكفاية» من القوات السوفيتية بالدخول إلى الأراضي الليتوانية؛
4. يتم تقديم إجابة بحلول الساعة 10:00 صباحًا في صباح اليوم التالي.

ناقشت الحكومة الليتوانية - التي أعطيت أقل من 12 ساعة للرد - الإنذار خلال الجلسة المسائية. كان من الواضح أنه بغض النظر عن رد فعل الحكومة، فإن الجيش السوفيتي سوف يغزو ليتوانيا. وافق الرئيس أنتاناس سميتونا فقط على المطالبة بتشكيل حكومة جديدة  دعا إلى المقاومة العسكرية، حتى لو كانت رمزية. وحث ميركيز ونائبه كازيس بيزاوسكاس على القبول. كانت القوات السوفيتية متمركزة في ليتوانيا منذ أكتوبر 1939. رأى Bizauskas، أحد أعضاء المعارضة، الإنذار فرصة للتخلص من نظام Smetona. استشهد المؤرخون بمواقفه لتوضيح عدم فهمه للحالة المزرية. تمت دعوة Raštikis، بصفته الرئيس المحتمل لحكومة جديدة، لحضور الاجتماع. ذكر كل من القادة العسكريين السابقين والحاليين راشتيكيس وفينكاس فيكاوسكاس  أن تصاعد المقاومة المسلحة الفعالة، عندما كانت القوات السوفيتية موجودة بالفعل في البلاد ولم يتم تعبئة الجيش الليتواني، كانت مستحيلًة.  انتهت الجلسة في الساعة السابعة صباحًا بقرار قبول جميع المطالب الروسية.
بحلول الظهر، تلقى الليتوانيون ردًا من موسكو قائلين إن راشتيك لم يكن مرشحًا مناسبًا لرئاسة الوزراء.  وسيشرف نائب المرشح فلاديمير ديكانوزوف على اختيار مرشح آخر. نجا سميتونا من مصير الرئيس اللاتفي كارليس أولمانيس والرئيس الإستوني كونستانتين باتس، الذين تم التلاعب بهم من قبل السوفيت واعتقلوا في وقت لاحق. بموجب الدستور الليتواني، أصبح ميركيس الرئيس بالنيابة.
وكان من المقرر أن يدخل الجيش الاحمر أراضي ليتوانيا من ثلاثة اتجاهات منفصلة في 15:00. أمر الجيش الليتواني بعدم المقاومة والترحيب بالقوات الغازية؛ أمرت قواتها الجوية بالبقاء على الأرض. جاء السوفييت بأعداد كبيرة يسدون الطرق الليتوانية. كان لديهم نية واضحة لإظهار القوة وتخويف أي مقاومة. ادعى الكاتب Ignas inieinius أنه لاحظ نفس سرب الطائرات السوفيتية التي تقوم بنفس الرحلة مرارًا وتكرارًا لخلق انطباع بوجود قوات جوية سوفياتية أكبر بكثير.
في 16 يونيو، تم إصدار إنذار نهائي متطابق تقريبًا إلى لاتفيا وإستونيا، على الرغم من أنه لم يتم منحهما سوى ثماني ساعات للرد.  مع وجود ليتوانيا بالفعل في أيدي السوفيات، كانت المقاومة المسلحة في لاتفيا أو إستونيا أكثر جدوى.  تم احتلال الدول الثلاث وفقدت استقلالها حتى عام 1990.

## بعد

### إضفاء الشرعية على الاحتلال
كان أحد الأهداف الأساسية لديكانوزوف هو تنظيم حكومة عميلة تضفي الشرعية على الاحتلال. في 16 يونيو، قررت الحكومة الليتوانية، بما يتجاوز سلطتها، أن هجرة سميتونا كانت في الواقع استقالة  ومنحت ميركيز سلطات رئاسية كاملة. يوم 17 يونيو، عين Merkys جستاس باليكيس رئيس الوزراء الجديد  وأكدت الحكومة الجديدة، والمعروفة باسم الحكومة الشعبية. أستقال Merkys وUrbšys وبعدها تم القبض عليهما وترحيلهما إلى روسيا. تولى باليكيس الرئاسة وعين فينساس كريوف ميكيفيتش كرئيس للوزراء. تضمنت الحكومة الشعبية العديد من السياسيين والشخصيات العامة المعروفة لطمأنة الجمهور بأن الحكومة الجديدة لم تكن أداة للاحتلال السوفياتي، ولكنها بديل بسيط لنظام سمتونا الاستبدادي. نظرًا لوجود معارضة قوية لحكم سميتونا، فسرها بعض الليتوانيين على أنها تدمير للسلطة الرئاسية بدلاً من كونها خسارة للاستقلال.
في الأول من يوليو، قامت الحكومة الشعبية بحل " سيماس الرابع" في ليتوانيا وأعلنت عن إجراء انتخابات صورية لـ" سيماس الشعب " المقرر عقدها في 14 يوليو. تم تبني قانون انتخابي جديد في 5 يوليو. ينص القانون، في انتهاك للدستور،  أنه يمكن للمرشح الوحيد الترشح لكل مقعد متاح في البرلمان. وقد تمت صياغتها أيضًا بطريقة تقصر المجال على الحزب الشيوعي الليتواني ومؤيديه بشكل فعال. أظهرت النتائج الرسمية الاحتيالية  إقبال الناخبين بنسبة 95.51٪ ودعم 99.19٪ للمندوبين الشيوعيين. ومع ذلك، من الناحية الرسمية، كان 39 من المندوبين المنتخبين شيوعيين و40 من المستقلين. أعلن البرلمان، خلال جلسته الأولى في 21 يوليو، عن إنشاء الجمهورية الاشتراكية السوفيتية الليتوانية وطلب من مجلس السوفيات الأعلى للاتحاد السوفيتي قبول هذه الجمهورية الجديدة في الاتحاد. قدم وفد ليتواني من 20 عضوًا التماس إلى موسكو في 1 أغسطس. تم قبول الالتماس في 3 أغسطس، وأصبحت ليتوانيا الجمهورية الرابعة عشرة للاتحاد السوفيتي. 

### سوفيات ليتوانيا
بعد الاحتلال مباشرة، بدأت الحكومة الجديدة في تنفيذ السياسات السوفيتية السياسية والاقتصادية والاجتماعية. في 1 يوليو، تم إغلاق جميع المنظمات الثقافية والدينية. الحزب الشيوعي في ليتوانيا - مع حوالي 1500 عضو،  - وفرع الشباب التابع له هو الكيان السياسي الشرعي الوحيد. قبل انتخابات مجلس الشعب، اعتقل السوفييت حوالي 2000 من أبرز الناشطين السياسيين. هذه الاعتقالات شلت المعارضة. استمرت عمليات القمع وتكثفت. تعرض ما يقدر بنحو 12000 شخص للسجن «كأعداء للشعب» خلال العام الذي تلا الضم. بين 14 يونيو و18 يونيو 1941، أي قبل أقل من أسبوع من الغزو النازي، تم ترحيل حوالي 17000 من الليتوانيين إلى سيبيريا، حيث لقى كثيرون حتفهم بسبب ظروف معيشية غير إنسانية (انظر ترحيل يونيو). 
جميع البنوك (بما في ذلك جميع الحسابات التي تحتوي على أكثر من 1000 ليتا)، وممتلكات عقارية أكبر من 170 متر مربع (1,800 قدم2)، وتم تأميم الشركات الخاصة التي توظف أكثر من 20 عاملاً أو ما يربو على أكثر من 150,000 ليتا. أدى هذا الاختلال في الإدارة والعمليات إلى انخفاض حاد في الإنتاج. تم تخفيض قيمة الليتاس الليتوانية بشكل مصطنع بنسبة ثلاث إلى أربع مرات أقل من قيمتها الفعلية  وسحبت بحلول مارس 1941. تسبب انخفاض الإنتاج، بالإضافة إلى الإنفاق الهائل على الروبل المقدرة من قبل الجنود والمسؤولين الروس، في نقص واسع النطاق. تم تأميم جميع الأراضي؛ تم تخفيض أكبر المزارع إلى 30 هكتار (74 أكر) ، 575,000 هكتار (1,420,000 أكر) إضافية (حوالي 575,000 هكتار (1,420,000 أكر) تم توزيع على صغار المزارعين. لتحويل الفلاحين الصغار ضد ملاك الأراضي الكبار، لم يتم إدخال الجماعية على الفور في ليتوانيا. استعدادًا للتجميع النهائي، تم زيادة الضرائب على المزرعة بنسبة 50 - 200٪ وتم فرض تجنيدات إضافية ثقيلة. لم يتمكن بعض المزارعين من دفع الضرائب الجديدة الباهظة، وتم تقديم حوالي 1100 من أكبرهم للمحاكمة.

### الاحتلال النازي
في 22 يونيو 1941، غزت ألمانيا النازية الاتحاد السوفياتي وفي غضون أسبوع سيطرت على جميع ليتوانيا. في البداية تم استقبال الألمان كمحررين من النظام السوفيتي القمعي. كان يأمل الليتوانيون أن يعيد الألمان استقلالهم أو على الأقل أن يسمحوا بدرجة ما من الحكم الذاتي (على غرار الجمهورية السلوفاكية). قام الليتوانيون، الذين نظمتهم الجبهة الليتوانية الناشطة (LAF)، بالانتفاضة في يونيو الانتفاضة المناهضة للسوفييت والمؤيدة للنازية، وأنشأوا الحكومة المؤقتة قصيرة العمر، وأعلنوا الاستقلال. ومع ذلك، فإن الألمان لم يعترفوا بالحكومة المؤقتة وأنشأوا إدارتهم المدنية الخاصة بهم، وهي الرايخسمارية أوستلاند. عندما استعاد الجيش الأحمر سيطرته على ليتوانيا في صيف 1944 - يناير 1945، بدأ الثوار الليتوانيون صراعًا مسلحًا ضد الاحتلال السوفيتي الثاني. قُتل ما يقدر بنحو 30000 من الحزبيين وأنصار الحزب أثناء حرب العصابات بين عامي 1944 و 1953.

## الآثار والتقييم
على الرغم من عدم نجاحها، أظهرت انتفاضة يونيو أن العديد من الليتوانيين مصممون على أن يكونوا مستقلين. أصبحت ليتوانيا تشعر بخيبة أمل من النظام النازي ونظمت المقاومة، ولا سيما اللجنة العليا لتحرير ليتوانيا، ولكن الاتحاد السوفياتي بقي «العدو الأول رقم واحد». أدى التصور الليتواني بأن البلشفية اليهودية كانت متورطة في الاحتلال إلى تعزيز المواقف المعادية للسامية وساهم في مشاركة ليتوانيا في الهولوكوست. 
لا يزال قبول الإنذار موضوعًا مثيرًا للجدل في ليتوانيا. ينتقد المراقبون الجيش الليتواني، الذي كان يستهلك حوالي 20٪ من ميزانية الدولة، لعدم القيام حتى بمقاومة رمزية من شأنها أن تبطل المزاعم السوفيتية بأن الاستيلاء كان «ثورة اشتراكية» وتغيير مشروع للحكم. ينتقد آخرون الحكومة بسبب عدم عملها: كان هناك ثمانية أشهر لوضع خطط للطوارئ. وباستثناء المقاومة المسلحة، بقيت الخيارات الدبلوماسية - كان بإمكان الحكومة الليتوانية أن ترفض الإنذار، والهروب إلى الخارج، وتشكيل حكومة معترف بها في المنفى. يشير المؤرخ ألفونساس إيدنتاس إلى عدم وجود فهم عام للمخاطر. تم فرض رقابة على الأخبار السلبية عن السوفييت، وحتى الساسة لم يعتقدوا أن الإنذار النهائي يعني خسارة كاملة للاستقلال. يدور نقاش آخر حول عدم سفك الدماء. بقبول الإنذار النهائي، ربما تكون الحكومة قد تجنبت الخسائر في الأرواح في ذلك الوقت، لكن تقديمها ربما يكون قد شجع القمع السوفيتي لاحقًا. يواصل الاتحاد الروسي، الدولة الخلف للاتحاد السوفيتي، الخلاف حول ما إذا كانت الأحداث المحيطة بالإنذار والسنوات اللاحقة التي قضتها ليتوانيا كجمهورية اشتراكية سوفيتية تشكل احتلالًا. 